# Jun’ichi Watanabe
Jun’ichi Watanabe (jap. 渡辺 淳一 Watanabe Jun’ichi; ur. w 1933 w Kami-Sunagawa na Hokkaido, zm. 30 kwietnia 2014 w Tokio) – japoński pisarz.

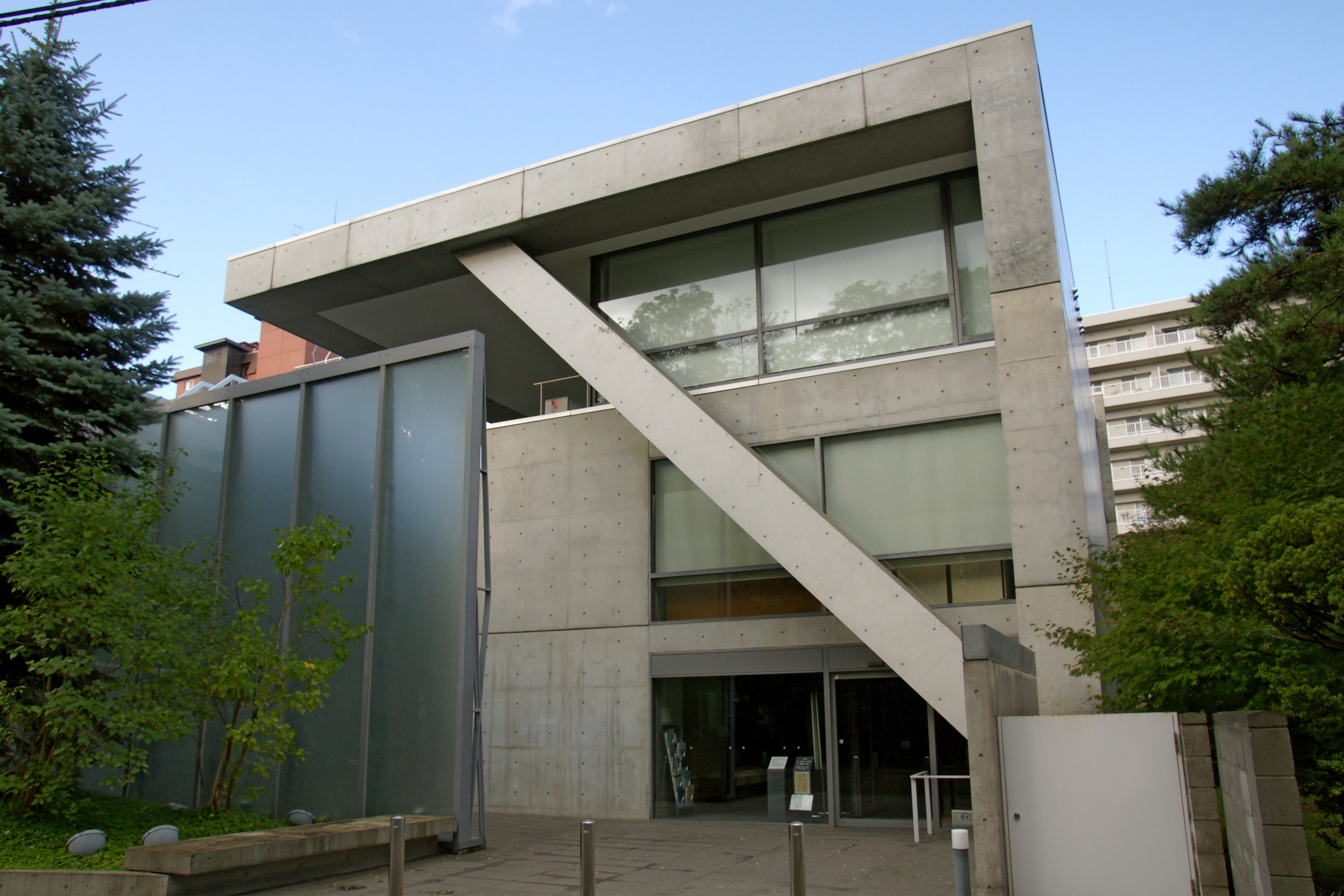
Muzeum Literatury w Sapporo, poświęcone J.Watanabe

Ukończył studia na Uniwersytecie Medycznym w Sapporo. Po zdaniu egzaminu państwowego w 1951 roku rozpoczął pracę jako chirurg ortopeda.
W 1969 roku zrezygnował z praktyki lekarskiej i poświęcił się wyłącznie pracy literackiej.
Otrzymał wiele nagród, w tym Nagrodę Naokiego w 1970 roku za Hikari to kage (Światło i cień) i Nagrodę Yoshikawy (1980) za Tōki rakujitsu (Daleki zachód słońca) i Nagasaki Roshia yūjokan (Rosyjski dom kurtyzan w Nagasaki).
Zdobył sławę powieścią Shitsurakuen (Jun’ichi Watanabe, 1955) o grzesznej miłości i zdradzie małżeńskiej. Popularność zdobyła także powieść  Hanauzumi (Ukryty kwiat, 1970), wydana w Polsce w przekładzie z angielskiego pt. „Za kwietnymi polami” (2009). Jest ona poświęcona trudnej drodze życia pierwszej japońskiej lekarki medycyny zachodniej, Ginko Ogino (1851–1913).